# Archipel Max Douguet
Archipel Max Douguet är en ögrupp i Antarktis. Den ligger i havet utanför Östantarktis. Frankrike gör anspråk på området.